# Ringier Serbia
Ringier Serbia  je digitalna i medijska internacionalna kompanija, u čijem portfoliju se nalaze Blic, Blic žena, Blic TV, Sportal.rs, Žena.rs, Puls online, Ana.rs i Moj auto i  Nekretnine.rs.
Kompanija je lider u digitalnom izdavaštvu sa 81% tržišnog udela u Srbiji. Blic.rs, više od deceniju je po Gemiusu najposećeniji je portal, a u digitalnom portfoliju su još i Sportal.rs, Žena.rs, Pulsonline.rs, forum Ana.rs, kao i oglasni portali Nekretnine.rs i Mojauto.rs.
Riniger Serbia je izdavač i štampanih publikacija: Blica i Blic žene, posluje i na području Republike Srpske kao EuroBlic Press koji izdaje Euro Blic i Srpskainfo.com. 
Osnivač je Blic fondacije koja pomaže najugroženijoj deci, jedan je od osnivača Inicijative Digitalna Srbija kao i Švajcarsko-srpske trgovinske komore.
Medijska kuća nastala je 1996. godine i deo je švajcarske medijske grupe Ringier AG koja posluje u Centralnoj i Istočnoj Evropi, Aziji i Africi. 
Kompanija u Srbiji kao izdavač Blica je osnovana 1996. godine, od 2010. do 2022. poslovala je pod nazivom Ringier Axel Springer Srbija i bila deo švajcarsko-nemačke medijske grupacije Ringier Axel Springer Media AG.  
Godine 2022. medijska kompanija Ringier AG završila je kupovinu akcija Axel Springer SE na području Srbije, Slovačke, Mađarske, Estonije, Letonije i Litvanije i uz prisustvo u Rumuniji i Bugarskoj, i postala lider na medijskom i digitalnom tržištu devet zemalja istočne i srednje Evrope.

## Istorijat
Kompanija je osnovana 2. aprila 1996. godine pod imenom „Blic Press” d.o.o. Prvi broj dnevnih novina „Blic” pojavio se u prodaji 16. septembra.
- 1996 — 16.09. izašao je prvi broj „Blica”. Tiraž je iznosio oko 300.000 primeraka. „Blic” je bio jedini opozicioni list.
- 1997 — Veselin Simonović dolazi na mesto zamenika glavnog i odgovornog urednika Manojla Vukotića.
- 1998 — Deo redakcije na čelu sa Manojlom Vukotićem se odvaja i osniva „Glas javnosti”. Veselin Simonović postaje glavni i odgovorni urednik „Blica” zadržavajući visoke tiraže. Redizajn novine.
- 1999 — U vreme bombardovanja kompanija je radila pod teškim okolnostima. Firma menja lokaciju, dok se štampa obavlja u tri različite štamparije. „Blic” je i dalje jedini opozicioni list. Lansiran je magazin „Blic news”. U Republici Srpskoj izlazi „Euro Blic”. Pokrenut je sajt Blic online.
- 2000 — Blic prati promene nastale promenom režima 5.oktobra uprkos otežanim okolnostima proizvodnje i nabavke papira. Promena osnivača 28. новембар 2000. — Gruner & Jahr AG&CO jedan je od osnivača (49 %).
- 2003 — Startuje sa radom štamparija „APM Print” gde se štampa ceo tiraž „Blica”.
- 2004 — Švajcarska kompanija Ringier ulazi na tržište. Pokreću se regionalna izdanja „Blica” — Vojvodina, Srbija, Beograd uz povećani broj strana. Proširivanje palete proizvoda — lansirana je „Blic Žena”.
- 2005 — U martu pokrenuta „Blic Evropa” i ovo izdanje postiže pristojne rezultate.
- 2006 — U martu je lansiran „Puls”, a u septembru prve besplatne dnevne novine „24 sata”.
- 2007 — U septembru su lansirane dnevne novine „ALO”. Redizajniran je Blic online.
- 2008 — Jelena Drakulić-Petrović dolazi na mesto generalnog direktora kompanije Ringier d.o.o.
- 2009 — Akvizicija društveno političkog magazina NIN.
- 2010 — Pokrenuti su internet prodavnica NonStoShop i sajt za putovanja SuperOdmor. 1. novembra kompanija menja poslovno ime u Ringier Axel Springer d.o.o. i uvodi se prva integrisana redakcija u regionu.
- 2012 — Akvizicija portala Nekretnine.rs i Mojauto.rs.
- 2013- Početkom septembra, kompanija Ringier Axel Springer svečano je pustila u rad štampariju u Novom Beogradu, koja je proširena na ukupno 4.800 m² i opremljena modernom novinskom štamparskom mašinom visokog kapaciteta.
- 2013 - “Blic Fondacija” kompanije Ringier Axel Springer doo osnovana je 2013.  u Beogradu kada je započeta humanitarna akcija “Srce za decu”. Blic fondacija bavi se prikupljanjem sredstava za socijalno najugroženiju decu u Srbiji.
- 2014. - Ringier Axel Springer jedan je od osnivača Švajcarsko-srpske trgovinske komore
- 2015- Ringier Axel Springer Srbija pokrenula Media Impact Srbija- integrisani sektor za advertising i prodaju.
- 2016 - Pokrenut je Digital Media Campus Srbija i portal NOIZZ za milenijalce i sve one aktivne na društvenim mrežama.
- 2017 - Ringier Axel Springer Srbija pokretač je i osnivač Inicijative Digitalna Srbija sa ciljem da Srbija postane centar digitalnih inovacija u regionu.
- 2022 - Medijska kompanija Ringier AG završila je u februaru kupovinu akcija Axel Springer SE u Srbiji, Mađarskoj, Slovačkoj, Estoniji, Letoniji i Litvaniji i postala lider na medijskom i digitalnom tržištu devet zemalja istočne i srednje Evrope
- 2022 - U maju Riniger Serbia pokrenula je portal namenjen ljubiteljima sporta - Sportal
- 2022 - 3. oktobra lansirana je kablovska televizija Blic TV
- 2023 - Ringier Serbia doo 28.8. prenela je ceo svoj vlasnički udeo u NIN-u d.o.o. generalnoj direktorki Jeleni Drakulić Petrović

##### Ringier AG
Ringier AG je inovativna, digitalizovana i razgranata švajcarska medijska kompanija koja posluje u Evropi, Aziji i Africi. 
Njen portfolio uključuje oko 110 brendova sektora štampanih i digitalnih medija, radio stanica, prodaje karata, zabavne industrije i elektronske trgovine, kao i vodećih online oglasnika automobila, nekretnina i radnih mesta. 
Kao neko ko obezbeđuje preduzetnički kapital, Ringier, takođe, podržava i inovativna digitalna startap preduzeća. Ringier, porodično preduzeće koje je 1833. godine osnovano kao izdavačka kuća i štamparija, poslednjih godina je dosledno ulagao u digitalizaciju i širenje na globalnom planu. 
Tokom 2020. godine, oko 6.800 zaposlenih u ovoj kompaniji koja radi u 18 različitih zemalja stvorilo je prihod od 953,7 miliona švajcarskih franaka. Već danas, 69 procenata dobiti od poslovnih aktivnosti dolazi iz digitalne oblasti, gde je Ringier lider među evropskim medijskim kompanijama. Ključne vrednosti Ringiera su nezavisnost, sloboda izražavanja i pionirski duh.